# 唐晙
唐晙（7世纪—713年7月29日），唐朝并州晉陽（今山西太原）人。唐朝官员。
凌煙閣功臣唐儉曾孙。神龙时，娶太平公主的女兒。官至太常少卿，後因依附太平公主，先天政變時被玄宗所殺。